# Doscendo discimus
Doscendo discimus (лат. изговор: досцендо дисцимус). Поучавајући учимо. (Сенека)

## Поријекло изреке
Ову изреку је изрекао почетком нове ере познати римски књижевник и филозоф Сенека.

## Тумачење
Изрека учи: учећи друге учимо и себе. То је зато што учећи друге, и сами се подсјећамо, а и сами, преиспитујући се, и учимо; а учећи увијек напредујемо.